# 池田和子
池田 和子（いけだ かずこ、1974年8月2日 - ）は、新潟県中頚城郡出身のアルペンスキーヤーである。
新潟県立新井高等学校卒。1998年長野オリンピックで、スラロームとジャイアントスラロームに出場した。

## 参照資料
1. ↑  “Kazuko Ikeda”. SR/Olympic Sports.   Sports Reference LLC. 2011年5月5日閲覧。